# Катрин Рьогла
Катрин Рьогла (на немски: Kathrin Röggla) е австрийска писателка, авторка на пиеси, разкази и есета.

## Биография и творчество
Катрин Рьогла е родена на 14 юни 1971 г. в Залцбург. От 1992 г. следва германистика и публицистика в университета на Залцбург, а от 1992 г. – в Берлин.
След 1988 г. Рьогла е активна в литературния живот, преди всичко в кръга Залцбугска писателска група, в Залцбургското литературно ателие и литературното списание еростепост, чийто редакционен член е от 1990 до 1992 г.
От 1990 г. публикува литературни текстове, отначало в списания и антологии. През 1995 г. излиза първата ѝ самостоятелна книга „Никой не смее на миналото“ („Niemand lacht rückwärts“). От 1998 г. създава и продуцира творби за радиото (радиопиеси, акустични инсталации, радиомрежи) и др. за Баварското радио и за берлинската Колективна радиомрежа. След 2002 г. пише и за театъра.
През 2012 г. Рьогла е поканена като нов член в Академията на изкуствата в Берлин. През 2015 г. е избрана за заместник-президент на Академията. След 2015 г. е член на Немската академия за език и литература в Дармщат.
От 1996 г. Катрин Рьогла живее в берлинския квартал „Нойкьолн“.

### Проза
- Niemand lacht rückwärts, 1995, 2004
- Abrauschen, 1997, 2001
- Irres Wetter, 2000, 2002
- nach mitte (Hypertext)
- really ground zero. 11. september und folgendes, 2001
- fake reports, 2002, 2013
- wir schlafen nicht, 2004.
- tokio, rückwärtstagebuch (mit Oliver Grajewski), 2009
- die alarmbereiten, 2010
- Nachtsendung: Unheimliche Geschichten, 2016

### Драма
- totficken. totalgespenst. topfit, Einakter, 2003
- sie haben so viel liebe gegeben, herr kinski!, 2003
- wir schlafen nicht, 2004
- junk space, 2004
- draußen tobt die dunkelziffer, 2005
- worst case, 2008
- machthaber, 2010
- die unvermeidlichen, 2011
- NICHT HIER oder die Kunst zurückzukehren, 2011
- Kinderkriegen, 2012
- Der Lärmkrieg, 2013
- Normalverdiener, 2017

### Есеистика
- die furchtbaren längen. cassavetes. In: BELLA triste, Nr. 7 (2003)
- ein anmassungskatalog für herrn fichte. In: Kultur & Gespenster 1 (2006)
- disaster awareness fair. zum katastrophischen in stadt, land und film, 2006
- stottern, stolpern und nachstolpern. zu einer ästhetik des literarischen gesprächs. In: Kultur & Gespenster 2 (2006)
- „nicht fisch, nicht fleisch“. der essay zwischen allen stühlen In: Evangelischer Pressedienst 11. August 2010, Nr. 62
- besser wäre: keine, Essays und Theater, 2013
- Die falsche Frage. Theater, Politik und die Kunst, das Fürchten nicht zu verlernen. Saarbrücker Poetikdozentur für Dramatik, 2015
- Schreiben auf der Bühne. Embedded beim Kongo-Tribunal – ein Abschlussbericht. In: Lettre International, LI 110, Herbst 2015

### Радиопиеси
- HOCHDRUCK / dreharbeiten, 1999
- Selbstläufer, 2000
- das firmenwir, 2001
- nach Köln, 2002
- really ground zero – anweisungen zum 11. september, 2002
- wir schlafen nicht, 2004
- ein anmaßungskatalog für herrn fichte, 2006
- draussen tobt die dunkelziffer, 2006
- Junk Space, 2006
- recherchegespenst, 2008
- die alarmbereiten, 2009
- der tsunami-empfänger, 2010
- publikumsberatung, 2011
- die unvermeidlichen, 2012
- NICHT HIER oder die Kunst zurückzukehren, 2013
- Lärmkrieg, 2014
- Normalverdiener, 2016

## Награди и отличия
- 1992: Jahresstipendium des Landes Salzburg für Literatur
- 1993: Preis des Internationalen Open-Mike-Festivals Berlin
- 1994: Nachwuchsstipendium für Literatur des Bundesministeriums für Unterricht und Kunst
- 1995: Meta-Merz-Preis
- 1995: Reinhard-Priessnitz-Preis
- 1995: Staatsstipendium des Bundesministeriums für Wissenschaft, Forschung und Kunst
- 1997/1998: Staatsstipendium für Literatur des Bundeskanzleramtes
- 2000: Stipendium Künstlerhaus Edenkoben
- 2000: kolik-Literaturpreis
- 2000: Alexander-Sacher-Masoch-Preis
- 2001: Italo-Svevo-Preis der Hamburger Blue Capital GmbH
- 2001: New York-Stipendium des Deutschen Literaturfonds]
- 2004: „Възпоменателна награда Шилер“ (поощрение)
- 2004: „Награда на Югозападното радио“
- 2004: Bayern2-Wortspiele-Preis
- 2005: Internationaler Preis für Kunst und Kultur des Kulturfonds der Stadt Salzburg
- 2005: Bruno-Kreisky-Preis für das politische Buch
- 2005: „Литературна награда на Золотурн“
- 2008: „Награда Антон Вилдганс“
- 2010: Nestroy-Theaterpreis Bestes Stück – Autorenpreis für worst case
- 2010: Franz-Hessel-Preis zusammen mit Maylis de Kerangal[3]
- 2012: Mainzer Stadtschreiber[4]
- 2012: „Награда Артур Шницлер“[5]
- 2014: Saarbrücker Poetikdozentur für Dramatik
- 2017: Poetik-Professur an der Universität Bamberg[6]